# Юноша с корзиной фруктов
Юноша с корзиной фруктов, около 1593 года, — картина, обычно приписываемая итальянскому мастеру барокко Микеланджело Меризи да Караваджо, в настоящее время находящаяся в галерее Боргезе, Рим.

## Происхождение
Картина датируется тем временем, когда Караваджо, недавно прибывший в Рим из своего родного Милана, прокладывал себе путь в конкурентном мире римского искусства. Модель была его другом и компаньоном, сицилийским художником Марио Миннити, примерно в 16 лет. Эта работа находилась в коллекции Джузеппе Чезари, кавалера д’Арпино, захваченной кардиналом Шипионе Боргезе в 1607 году, и поэтому может датироваться периодом, когда Караваджо работал для д’Арпино «живопись цветов и фруктов» в его мастерской; но это может быть связано с несколько более поздним периодом, когда Караваджо и Миннити покинули мастерскую кавалера д’Арпино (январь 1594 года), чтобы сделать свой собственный путь продажи картин через дилера Костантино. Конечно же, он не может предшествовать 1593 году, когда Миннити прибыл в Рим. Считается, что он предшествовал более сложным работам того же периода (также с участием Миннити в качестве модели), таким как гадалка и картежники (оба 1594 года), последняя из которых привлекла внимание Караваджо к его первому важному покровителю, кардиналу Франческо Мария дель Монте. Витторио Сгарби отмечает в картине некоторые качества Мурильеского портрета, которые легко могли бы указать на других художников в мастерской Арпино.

## Описание и анализ
Искусствоведы отметили несколько визуально и тематически доминирующих элементов картины. Например, Альфред Мойр отмечает ключевую роль, которую контраст между светом и тенью играет в композиции, а «результатом является акцент на осязаемости объектов в деликатно завуалированном пространстве, что подтверждает визуальную иллюзию и в то же время подлинность эпизода, который больше не является творением воображения художника, а транскрипцией его опыта».
На одном уровне картина представляет собой жанровое произведение, призванное продемонстрировать способность художника изобразить все — от кожи мальчика до кожи персика, от складок халата до плетения корзины. Эти фрукты особенно изысканны, и профессор Жюль Яник из отдела садоводства и ландшафтной архитектуры Университета Пердью, штат Индиана, проанализировал их с точки зрения садоводов: «Корзина … содержит великое множество плодов, все в почти идеальном состоянии, включая двухцветный персик с ярко-красным румянцем; четыре виноградные грозди-две черные, одна красная и одна белая; спелый гранат, расколотый, извергающий свои красные семена; четыре инжира, два из них мертво-спелые, черные, оба расколотые и два светлых; два мушмула; три яблока-два красных, одно красноватое, а другое полосатое, и одно желтое с красноватым тазом и шрамом.; две ветки с маленькими грушами, одна из них с пятью желтыми с ярко-красной щекой, а другая, полускрытая, с маленькими желтыми, покрасневшими плодами. Есть также листья, демонстрирующие различные нарушения: видный вирецентный виноградный лист с грибковыми пятнами и другой с белой массой яиц насекомых, напоминающей массу косого полосчатого валика листа (Choristoneura rosaceana), и листья персика с различными пятнами».
Анализ показывает, что Караваджо был реалистом. Запечатлевая только то, что было в корзине с фруктами, он не идеализирует ни их зрелость, ни их расположение—и все же почти чудесным образом нас все еще тянет посмотреть на него, ибо для зрителя это очень красивый и изысканный предмет.